# Polikarpov I-17
Polikarpov I-17 là một mẫu thử máy bay tiêm kích của Liên Xô, do đội thiết kế của Polikarpov thiết kế tại Viện thiết kế trung ương (TsKB).

## Biến thể
TsKB-15
TsKB-19
TsKB-25
TsKB-33
TsKB-43

## Tính năng kỹ chiến thuật (TsKB-19)
Đặc điểm tổng quát
- Kíp lái: 1 (pilot)
- Chiều dài: 7.30 m (23 ft 11 in)
- Sải cánh: 10.19 m (33 ft 5 in)
- Chiều cao: 2.56 m (8 ft 5 in)
- Trọng lượng có tải: 1.930 kg (4.250 lb)
- Powerplant: 1 × Klimov M-100, 632 kW (860 hp) mỗi chiếc

Hiệu suất bay
- Vận tốc cực đại: 490 km/h (305 mph)
- Tầm bay: 800 km (497 dặm)
- Trần bay: 11.000 m (36.090 ft)

Vũ khí trang bị
- 1 x pháo ShVAK 20mm
- 4 x súng máy ShKAS 7,62mm
- 2 x bom 100kg